# Pectinodrilus rectisetosus
Pectinodrilus rectisetosus är en ringmaskart som först beskrevs av Erséus 1979.  Pectinodrilus rectisetosus ingår i släktet Pectinodrilus och familjen glattmaskar. Arten är reproducerande i Sverige. Inga underarter finns listade i Catalogue of Life.